# Fernando Margarida Pontes
Fernando "Margarida" Pontes é um lutador brasileiro de Brazilian Jiu-jitsu e artes marciais mistas, sendo o mais jovem campeão mundial absoluto da história do Brazilian Jiu-jitsu.

## Carreira no jiu Jitsu
Em 2001, ele conquistou o Campeonato Mundial de Jiu-Jitsu nas categorias "Meio Pesado" e "absoluto", finalizado lendas como Fábio Gurgel e Márcio Pé de Pano (que nunca haviam sido finalizados no Jiu Jitsu) e Saulo Ribeiro.

## Carreira no MMA
Segundo consta no site "Sherdog", fez apenas 2 lutas de MMA, e venceu as duas. Com isso, ele é integrante da seleta Lista de lutadores que se aposentaram invictos.
Em 2006, logo em sua primeira luta de MMA, Margarida enfrentou - e venceu - Jorge Macaco, que naquela época já acumulava passagens pelo UFC, Pride, Cage Rage e Jungle Fight.
Em 2012 fez mais uma luta de MMA, nocauteando o paraguaio Edgar Segovia Dayan no início do segundo round, e encerrando sua carreira no MMA de forma invicta.

## Conquistas
- 2001 - Campeonato Mundial de Jiu-Jitsu (Categoria: Meio Pesado)
- 2001 - Campeonato Mundial de Jiu-Jitsu  (Categoria: Absoluto)
- 2001 - Campeão Pan Americano (Categoria: Meio Pesado)
- 2001 - Campeão Pan Americano (Categoria: Absoluto)

### Cartel no MMA
| Total   | Total       | 2 Vitórias | 0 Derrota |
| ------- | ----------- | ---------- | --------- |
| 2 Lutas | Nocaute     | 1 (50%)    | 0         |
| 2 Lutas | Finalização | 0          | 0         |
| 2 Lutas | Decisão     | 1 (50%)    | 0         |

| Res.    | Cartel | Oponente            | Método            | Evento                   | Data       | Round | Tempo | Local                                                  | Notas |
| ------- | ------ | ------------------- | ----------------- | ------------------------ | ---------- | ----- | ----- | ------------------------------------------------------ | ----- |
| Vitória | 2–0    | Edgar Segovia Dayan | TKO (Socs)        | Fair Fight - MMA Edition | 16/12/2006 | 1     | 2:23  | Via Funchal, São Paulo-SP                              |       |
| Vitória | 1–0    | Jorge Patino        | Decisão (Unânime) | SF - Showfight 5         | 09/11/2006 | 3     | 5:00  | Ginásio Estadual Geraldo Jose de Almeida, São Paulo-SP | [ 4 ] |